# 類猿人ターザン (1932年の映画)
『類猿人ターザン』（るいえんじんターザン、原題：英語: Tarzan the Ape Man）は、1932年に製作・公開されたアメリカ合衆国の映画である。エドガー・ライス・バローズの小説に基づいてW・S・ヴァン・ダイクが監督、ジョニー・ワイズミュラーがタイトルロールに扮した。本作はメトロ・ゴールドウィン・メイヤー（MGM）とRKOで製作されたワイズミュラー主演のターザンシリーズ映画12作品の第1作となる。

## キャスト
- ターザン：ジョニー・ワイズミュラー
- ハリー・ホルト：ニール・ハミルトン
- ジェーン・パーカー：モーリン・オサリヴァン
- ジェームズ（ジェーンの父）：C・オーブリー・スミス

## スタッフ
- 監督：W・S・ヴァン・ダイク
- 製作総指揮：アーヴィング・タルバーグ（クレジットなし）
- 製作補助：バーナード・H・ハイマン（クレジットなし）
- 脚本：シリル・ヒューム
- 台詞：アイヴァー・ノヴェロ
- 撮影：ハロルド・ロッソン、クライド・デ・ヴィンナ
- 編集：トム・ヘルド、ベン・ルイス
- 美術：セドリック・ギボンズ
- 録音：ダグラス・シアラー
- 音楽：ウィリアム・アクスト（クレジットなし）

## 注
1. ↑  "The Eddie Mannix Ledger". Los Angeles: Margaret Herrick Library, Center for Motion Picture Study